# ブルー・ハワイ (映画)
『ブルー・ハワイ』（原題：Blue Hawaii）は、1961年制作のアメリカ合衆国の映画。
ノーマン・タウログ監督、エルヴィス・プレスリー主演。脚本は1962年にギルド・オブ・アメリカのベストアメリカンミュージカル部門にノミネートされた。

## キャスト
| 役名                     | 俳優                     | 日本語吹替   | 日本語吹替 |
| 役名                     | 俳優                     | テレビ朝日版 | LD版       |
| ------------------------ | ------------------------ | ------------ | ---------- |
| チャド・ゲーツ           | エルヴィス・プレスリー   | 佐々木功     | 佐々木功   |
| メイリー・デュバル       | ジョアン・ブラックマン   | 田島令子     | 宗形智子   |
| アビゲイル・プレンティス | ナンシー・ウォルターズ   | 武藤礼子     | 前田敏子   |
| フレッド・ゲーツ         | ローランド・ウィンターズ | 島宇志夫     | 村松康雄   |
| サラ・リー・ゲーツ       | アンジェラ・ランズベリー | 寺島信子     | 京田尚子   |

- テレビ朝日版：初回放送1977年8月14日『日曜洋画劇場』
- LD版：品番 FY509-25MA

## スタッフ
- 監督：ノーマン・タウログ
- 製作：ハル・B・ウォリス
- 原作：アラン・ワイス
- 脚本：ハル・カンター
- 撮影：チャールズ・ラング・Jr
- 編集：テリー・モース
- 音楽：ジョセフ・J・リリー
- LD版吹替翻訳：岩佐幸子
- LD版吹替制作：東北新社